# Riviera de Poniente
La Riviera de Poniente (Riviera ligure di ponente en italiano, Rivëa de Ponente en ligur) es la región geográfica que comprende el tramo de costa situada en la parte occidental de Liguria conocido en su totalidad como riviera ligur (o simplemente Riviera). Se extiende desde los barrios occidentales de Génova hasta el límite con Francia, en las proximidades de la ciudad de Ventimiglia. Desde el punto de vista geográfico el límite oriental de la Riviera de Poniente está sobre el punto más septentrional del mar de Liguria a la desembocadura del torrente Leira, mientras que el occidental está ubicado en la zona de Cap Martin, cerca de 5 km al oeste de Mentone.
Se contrapone, convencional y geográficamente, con la Riviera de Levante.

## Subdivisiones de la Riviera de Poniente
El largo tramo de costa que corre entre los valles y el mar de los liguri di ponente asumen diversos nombres. Las dos fracciones habitualmente más conocidas son las de la Riviera delle Palme que a su vez se divide en Riviera del Beigua, Finalese y Albenganese y de la Riviera dei Fiori dividida en Imperiese, Sanremese y Ventimigliese.

## Características físicas
Está caracterizada por playas muy amplias y arenosas. También en este tramo de costa se encuentran numerosos lugares de gran belleza y tradición turística, además del importante Porto di Savona y al municipio de Sanremo, famoso por el Festival de la canción italiana y el Rally de San Remo.

## Municipios
Sobre la Riviera de Poniente las localidades costeras que se encuentran de este a oeste son:
| Provincia | Municipios |
| --------- | --- |
| Génova    | Arenzano, Cogoleto |
| Savona    | Varazze, Celle Ligure, Albisola Superiore, Albissola Marina, Savona, Vado Ligure, Bergeggi, Spotorno, Noli, Finale Ligure, Borgio Verezzi, Pietra Ligure, Loano, Borghetto Santo Spirito, Ceriale, Albenga, Alassio, Laigueglia, Andora |
| Imperia   | Cervo, San Bartolomeo al Mare, Diano Marina, Imperia, San Lorenzo al Mare, Santo Stefano al Mare, Riva Ligure, Arma-Taggia, Sanremo, Ospedaletti, Bordighera, Vallecrosia, Ventimiglia                                                  |